# Hogna nervosa
Hogna nervosa este o specie de păianjeni din genul Hogna, familia Lycosidae. A fost descrisă pentru prima dată de Keyserling, 1891. Conform Catalogue of Life specia Hogna nervosa nu are subspecii cunoscute.